# Anis al-Dschalis (Zeitschrift)
Anis al-Dschalis (arabisch أنيس الجليس, DMG Anīs al-Ǧalīs ‚der gesellige Gefährte‘) war eine ägyptische, von 1898 bis 1907 monatlich erscheinende Frauenzeitschrift. Sie wurde in Alexandria publiziert; Gründerin und Herausgeberin war die britisch-griechische Autorin Alexandra Avierino.

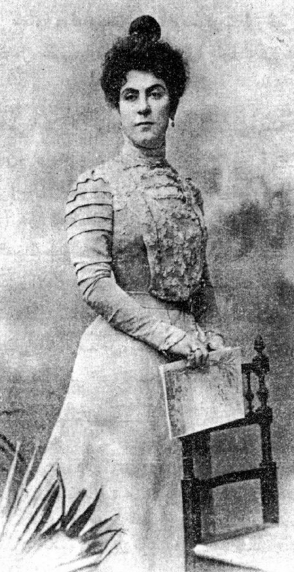
Magazin-Gründerin Alexandra Avierino, um 1900.

Obwohl einige Beiträge von Frauen, darunter Esther Moyal, verfasst wurden, waren die meisten von Männern geschrieben. Die Zeitschrift enthielt hauptsächlich Artikel über Hauswirtschaft, Kindererziehung, Mode und Wohnkultur. In der Anfangsphase richtete sich das Magazin an bürgerliche Frauen, wandte sich jedoch später an alle Gesellschaftsschichten, einschließlich der Landfrauen, für die sie eigene Rubriken einrichtete.